# Distancia de rescate
Distancia de rescate es la primera novela de la escritora argentina Samanta Schweblin, publicada en 2014 por la editorial Penguin Random House. La trama de la obra sigue a Amanda, una mujer agonizando en la cama de un hospital que comienza a recordar los hechos perturbadores que la separaron de su hija y la llevaron a su situación actual.

## Composición
Schweblin escribió Distancia de rescate durante su primer año de residencia en Berlín. La novela inició como un cuento para su libro Siete casas vacías, pero a medida que avanzó con la escritura del mismo, la necesidad de extender la historia hizo que Schweblin desechara esa idea y transformara el texto en una novela.
El nombre de la novela nace del concepto definido por su protagonista, Amanda, como «esa distancia variable que me separa de mi hija», y que calcula constantemente en base al tiempo que tardaría en correr hacia su hija y salvarla en caso de un peligro inminente.

## Recepción
Distancia de rescate fue aclamada por la crítica en el momento de su publicación. Manuel Roig-Franzia, para The Washington Post, describió al libro como «hipnotizante», y concluyó que constituía una novela corta casi perfecta. Ellie Robbins, de Los Angeles Times, comentó en su reseña que el texto representaba un «matrimonio perfecto entre forma y estilo, en el que la inestabilidad narrativa visceralmente recrea las inseguridades de la vida en el campo argentino actual».
A finales del año 2015, la novela resultó ganadora de la edición número 37 del Premio Tigre Juan. En su decisión, el jurado sentenció que la novela «lleva al extremo de la perfección dos técnicas literarias no siempre fáciles de armonizar y que son la tensión dramática y el estudio psicológico». En el 2017, la traducción al inglés del libro realizada por Megan McDowell fue una de las seis novelas finalistas delPremio Booker International. En el 2018, la obra obtuvo el Premio Tournament of Books como «mejor libro del año publicado en los Estados Unidos», además del Premio Shirley Jackson en la categoría de novela corta. A finales del 2019, el diario español El País ubicó al texto en el puesto 46 de su lista de los 100 mejores libros del siglo XXI.
Diez años después de su publicación, el diario argentino Clarín llamó a la novela de Schweblin como su «opus magnum».

## Adaptación cinematográfica
En diciembre del año 2018, la empresa de entretenimiento estadounidense Netflix anunció que produciría una versión cinematográfica de la novela, la cual estaría dirigida por la directora peruana Claudia Llosa y contaría con un guion coescrita por ella y Schweblin. El rodaje de la cinta inició en Chile a principios de 2019. El 20 de septiembre del año 2021, la película tuvo su premiere mundial en el Festival Internacional de Cine de San Sebastián, donde compitió en la Selección Oficial. El 13 de octubre de ese mismo año, el filme se estrenó en la plataforma, obteniendo gran repercusión en los Estados Unidos, donde alcanzó la primera posición en las películas más vistas en ese país en la plataforma, mientras que, en Argentina, logró el séptimo lugar en el ranking de películas y series más vistas.